# Gérard de Nerval
Gérard de Nerval (születési nevén Gérard Labrunie) [ejtsd: labrüni] (Párizs, 1808. május 21. – Párizs, 1855. január 26.) francia költő és író.

## Pályafutása
Kétéves volt, amikor édesanyja, aki katonaorvos édesapját kísérte el Sziléziába, elhunyt. Ezután anyja nagybátyja, Antoine Boucher nevelte Mortefontaine-ben. Amikor apja 1814-ben a frontról hazakerült, Nervalt visszaküldte Párizsba.
Théophile Gautier-vel együtt a Presse dramaturg tárcarovatát vezette; 1828-ban lefordította francia nyelvre Goethe Faustját, amely hírnevét is megalapozta, s ez ma is a legsikerültebb fordítások egyike. Nerval rendkívül kicsapongó életet folytatott, elmebeteg lett és egy rohamában fölakasztotta magát. A Père-Lachaise temetőben helyezték végső nyugalomra.
Tárcaszerű vázlatai és elbeszélései közül érdekesek: Scènes de la vie orientale (1848-50); La Bohême galante (1855). Írt színműveket is: Tartuffe chez Molière; L'alchimiste (Dumas-val); L'imagier de Harlem (Méryvel és Lopezzel); Misanthropie et repentir (August von Kotzebue után). Összes műveit (Oeuvres complètes, 5 kötet) 1868-ban újra kiadták. Életrajzát Maurice Tourneux írta meg (Párizs, 1888).

## Magyarul
- A bűvös kéz; ford. Komor András; Lampel, Bp., 1927 (Magyar könyvtár)
- Az elvarázsolt kéz; Hungária Ny., Bp., 1942 (Pepita regények)
- Sylvie; ford. Brodszky Erzsébet; bev. Rónay György; Európa, Bp., 1958 (Janus könyvek)
- Költői elmélkedések. Alphonse de Lamartine (1794–1869), Alfred de Vigny (1797–1863), Gérard de Nerval (1808–1855), Alfred de Musset (1810–1857) versei; ford. Babits Mihály et al.; Interpopulart, Szentendre, 1995 (Populart füzetek)
- Aurélia; ford. Viola József; Orpheusz Könyvek, Bp., 2001
- Keleti történetek; ford. Friedrich Eszter, Schultz Ádám, utószó Friedrich Eszter; Attraktor, Máriabesnyő-Gödöllő, 2005